# Robert Olejnik
Robert Olejnik – meglio noto come Bobby – (Vienna, 26 novembre 1986) è un ex calciatore austriaco, di ruolo portiere.

## Carriera

### Club
Muove i suoi primi passi nel settore giovanile dell'Austria Vienna, per poi approdare all'età di 16 anni all'Aston Villa. Il 1º gennaio 2007 passa in prestito al Lincoln City.
Il 30 maggio 2007 passa a parametro zero al Falkirk, in Scozia. A metà stagione - complice l'infortunio di Tim Krul - diventa il portiere titolare della rosa.
L'11 giugno 2009 rinnova il proprio contratto fino al 30 giugno 2011. Il 16 luglio 2009 esordisce nelle competizioni europee in occasione di Falkirk-Vaduz (1-0), partita valida per il secondo turno preliminare di UEFA Europa League.
Il 1º luglio 2011 si accorda con il Torquay United, in League Two. Alla luce delle ottime prestazioni fornite, il 16 febbraio 2012 la società gli rinnova il contratto fino al 2014.

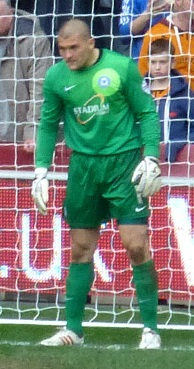
Olejnik con la divisa del Peterborough United.

Il 18 giugno 2012 passa per 300.000 sterline al Peterborough United, in Championship. Il calciatore si lega ai Posh per mezzo di un contratto valido per tre stagioni. Il 30 marzo 2014 la squadra si aggiudica il Johnstone's Paint Trophy.
Il 19 agosto 2014 passa in prestito per un mese allo Scunthorpe United, in Championship. Il 1º settembre le due società si accordano per l'estensione del prestito fino al 1º gennaio 2015. Il 5 gennaio 2015 passa in prestito per sei mesi allo York City.
Il 2 giugno 2015 passa a parametro zero all'Exeter City, in League Two.

### Nazionale
Il 10 ottobre 2006 esordisce con la selezione Under-21 austriaca, in occasione dell'amichevole disputata contro la Svizzera. In seguito prende parte agli incontri di qualificazione agli Europei Under-21 2009.
In precedenza aveva disputato alcuni incontri con l'Under-19.

## Statistiche

### Presenze e reti nei club
| Stagione                   | Squadra                    | Campionato                 | Campionato | Campionato | Coppe nazionali | Coppe nazionali | Coppe nazionali | Coppe continentali | Coppe continentali | Coppe continentali | Altre coppe | Altre coppe | Altre coppe | Totale | Totale |
| Stagione                   | Squadra                    | Comp                       | Pres       | Reti       | Comp            | Pres            | Reti            | Comp               | Pres               | Reti               | Comp        | Pres        | Reti        | Pres   | Reti   |
| -------------------------- | -------------------------- | -------------------------- | ---------- | ---------- | --------------- | --------------- | --------------- | ------------------ | ------------------ | ------------------ | ----------- | ----------- | ----------- | ------ | ------ |
| 2006-gen. 2007             | Aston Villa                | PL                         | 0          | 0          | FACup+CdL       | 0+0             | 0               | -                  | -                  | -                  | -           | -           | -           | 0      | 0      |
| gen.-giu. 2007             | Lincoln City               | FL2                        | 0          | 0          | FACup+CdL       | -               | -               | -                  | -                  | -                  | FLT         | -           | -           | 0      | 0      |
| 2007-2008                  | Falkirk                    | SPL                        | 13         | -9         | SC+CdL          | 1+0             | -3              | -                  | -                  | -                  | -           | -           | -           | 14     | -12    |
| 2008-2009                  | Falkirk                    | SPL                        | 15         | -28        | SC+CdL          | 1+2             | -2 + -2         | -                  | -                  | -                  | -           | -           | -           | 18     | -32    |
| 2009-2010                  | Falkirk                    | SPL                        | 38         | -57        | SC+CdL          | 1+1             | -1 + -4         | UEL                | 2                  | -2                 | -           | -           | -           | 42     | -64    |
| 2010-2011                  | Falkirk                    | SFD                        | 36         | -41        | SC+CdL          | 2+3             | -3 + -5         | -                  | -                  | -                  | SCC         | 1           | 0           | 42     | -49    |
| Totale Falkirk             | Totale Falkirk             | Totale Falkirk             | 102        | -135       |                 | 11              | -20             |                    | 2                  | -2                 |             | 1           | 0           | 116    | -157   |
| 2011-2012                  | Torquay United             | FL2                        | 46+2       | -50 + -4   | FACup+CdL       | 2+1             | -4 + -4         | -                  | -                  | -                  | FLT         | 0           | 0           | 51     | -62    |
| 2012-2013                  | Peterborough United        | FLC                        | 46         | -75        | FACup+CdL       | 1+2             | -3 + -3         | -                  | -                  | -                  | -           | -           | -           | 49     | -81    |
| 2013-2014                  | Peterborough United        | FL1                        | 42+2       | -49 + -3   | FACup+CdL       | 4+3             | -3 + -3         | -                  | -                  | -                  | FLT         | 6           | -5          | 57     | -63    |
| Totale Peterborough United | Totale Peterborough United | Totale Peterborough United | 88+2       | -124 + -3  |                 | 10              | -12             |                    | -                  | -                  |             | 6           | -5          | 106    | -144   |
| 2014-gen. 2015             | Scunthorpe Utd             | FL1                        | 13         | -22        | FACup+CdL       | 0+1             | -1              | -                  | -                  | -                  | FLT         | 2           | -2          | 16     | -25    |
| gen.-giu. 2015             | York City                  | FL2                        | 16         | -18        | FACup+CdL       | -               | -               | -                  | -                  | -                  | FLT         | -           | -           | 16     | -18    |
| 2015-2016                  | Exeter City                | FL2                        | 45         | -61        | FACup+CdL       | 4+2             | -5 + -7         | -                  | -                  | -                  | FLT         | 2           | -2          | 53     | -75    |
| 2016-2017                  | Exeter City                | FL2                        | 18+2       | -24 + -5   | FACup+CdL       | 1+1             | -3 + -0         | -                  | -                  | -                  | FLT         | 1           | -4          | 23     | -36    |
| Totale Exeter City         | Totale Exeter City         | Totale Exeter City         | 63+2       | -85 + -5   |                 | 8               | -15             |                    | -                  | -                  |             | 3           | -6          | 76     | -111   |
| 2017-2018                  | Mansfield Town             | FL2                        | 1          | -1         | FACup+CdL       | 0+1             | -1              | -                  | -                  | -                  | FLT         | 4           | -5          | 6      | -7     |
| 2018-2019                  | Mansfield Town             | FL2                        | 17         | -11        | FACup+CdL       | 2+2             | -6 + -3         | -                  | -                  | -                  | FLT         | 0           | 0           | 21     | -20    |
| 2019-2020                  | Mansfield Town             | FL2                        | 11         | -22        | FACup+CdL       | 0+0             | 0               | -                  | -                  | -                  | FLT         | 3           | -4          | 14     | -26    |
| Totale Mansfield Town      | Totale Mansfield Town      | Totale Mansfield Town      | 29         | -34        |                 | 5               | -10             |                    | -                  | -                  |             | 7           | -9          | 41     | -53    |
| Totale carriera            | Totale carriera            | Totale carriera            | 363        | -480       |                 | 38              | -66             |                    | 2                  | -2                 |             | 19          | -22         | 422    | -570   |

## Palmarès

### Club
- Football League Trophy: 1

Peterborough United: 2013-2014

### Individuale
- PFA Football League Two Team of the Year: 1[22]

2011-2012